# Handball Club Taganrog
Maillots
Dernière mise à jour : 15 septembre 2020.
Le Handball Club Taganrog est un club de handball de la ville de Taganrog, une ville portuaire et industrielle de l'oblast de Rostov, en Russie. Il évolue en Championnat de Russie.

## Historique

Ancien logo

- 1926 : le handball apparaît à Taganrog et devient très populaire[1].
- 1986 : création du club.
- 1995 à 2010 : le club évolue en deuxième division
- 2009 : les clubs de la région décident de fusionner pour former le Torch CSC.
- 2010 : le club est pour la première fois promu en première division et y évolue lors des saisons 2010/2011, 2011/2012 et 2013/2014
- 2019 : le club retrouve la première division.